# Geïsoleerde singulariteit
In de functietheorie, een onderdeel van de wiskunde, is een geïsoleerde singulariteit een singulariteit die geen andere singulariteiten in de directe omgeving heeft.
Een complex getal {\displaystyle z} is een geïsoleerde singulariteit van een functie {\displaystyle f}, als er een open schijf {\displaystyle D} bestaat, die zodanig in {\displaystyle z} is gecentreerd, dat {\displaystyle f} holomorf is op {\displaystyle D\setminus \{z\}}, dat wil zeggen, op de verzameling, verkregen uit {\displaystyle D} door {\displaystyle z} daar uit te verwijderen.
Iedere singulariteit van een meromorfe functie is geïsoleerd, maar singulariteiten kunnen isoleren is geen voldoende om te garanderen dat een functie meromorf is. Veel belangrijke instrumenten uit de functietheorie, zoals de laurentreeks en de residustelling vereisen dat alle relevante singulariteiten van de functie geïsoleerd zijn.

## Voorbeelden
- De functie {\displaystyle 1/z} heeft 0 als een geïsoleerde singulariteit.
- De cosecans functie {\displaystyle \csc(\pi \,z)} heeft elk geheel getal als een geïsoleerde singulariteit.
- De functie {\displaystyle \csc \left({\frac {1}{\pi z}}\right)} heeft een singulariteit in 0, maar deze singulariteit is niet geïsoleerd, aangezien er extra singulariteiten in de omgekeerde van elke geheel getal bestaan, die zich willekeurig dicht bij 0 bevinden. Dit is zo hoewel de singulariteiten op deze omgekeerde punten zelf wel geïsoleerde singulariteiten zijn.